# Ankistrus taoi
Ankistrus taoi är en insektsart som beskrevs av Tsaur 1991. Ankistrus taoi ingår i släktet Ankistrus och familjen kilstritar. Inga underarter finns listade i Catalogue of Life.